# Municipio de Quesada
Municipio de Quesada är en kommun i Guatemala.   Den ligger i departementet Departamento de Jutiapa, i den södra delen av landet, 60 km sydost om huvudstaden Guatemala City.